# Château de Pélican
Le château de Pélican est un château situé rue Dailly à Saint-Cloud dans le département des Hauts-de-Seine en région Île-de-France.

## Description

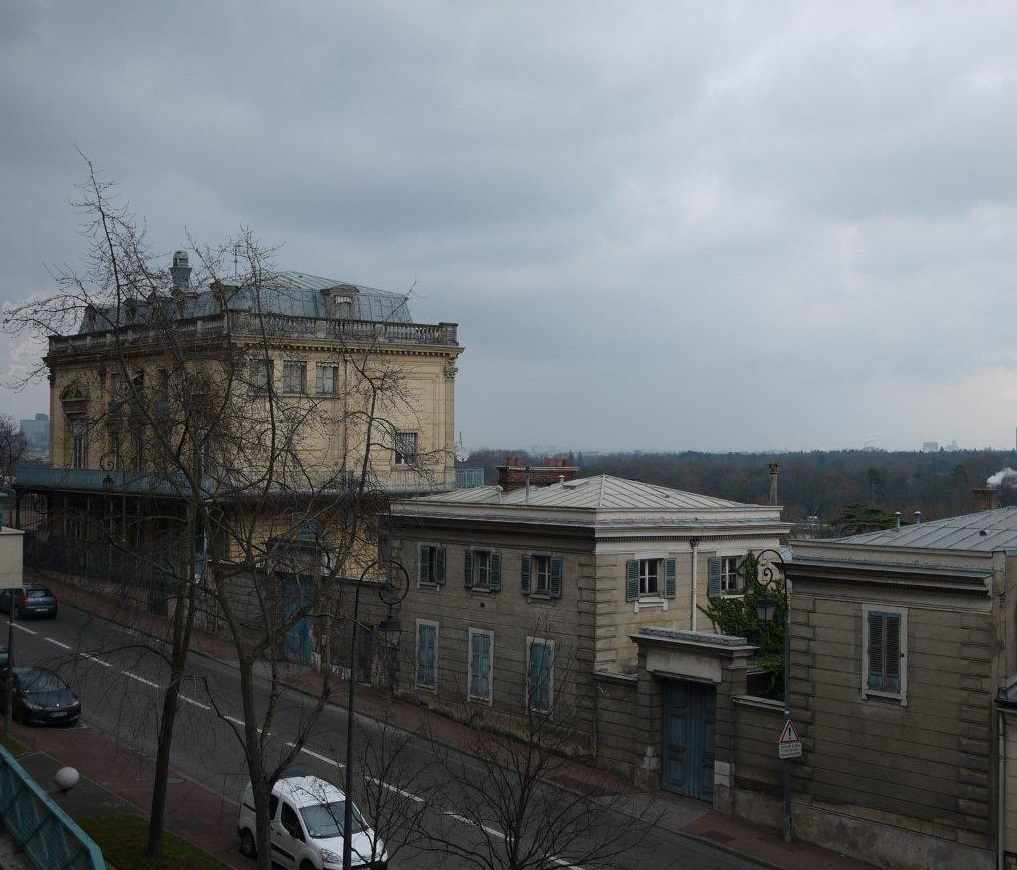
Vue d'ensemble avant les travaux des années 2010.

Le château se compose de deux parties : un bâtiment principal ainsi qu'un pavillon séparé, nommé pavillon Lescœur.

## Histoire

### Construction
Construit en 1866 pour Annie Moray, il est vendu en 1878 à Charles Porgès, scientifique et collectionneur. Son gendre, André Chevrillon, l'habite de 1906 à 1940. Il est occupé par les Allemands durant la Seconde Guerre mondiale.

### Exploitation par l'ADAPT
Après la guerre, il est acheté en 1950 par l'Association pour l'insertion sociale et professionnelle des personnes handicapées (ADAPT), qui le transforme en centre de rééducation fonctionnel, dont la direction médicale a été confiée successivement au Dr Lescœur puis au Dr Kouvalchouk qui dirigeaient une équipe composée d'une cinquantaine de personnes.

### Projet de démolition, puis démontage
Le centre de rééducation est transféré en 2010 à Chatillon et l'association vend la propriété en 2015 au promoteur immobilier Interconstruction.
En 2014, une demande de permis de construire acceptée par la mairie de Saint-Cloud et les architectes des bâtiments de France autorise la démolition du château pour construire 72 logements à la place. Les architectes obligent néanmoins l'entreprise Interconstruction, propriétaire du terrain, à reconstruire les parties « remarquables » désignées dans le plan local d'urbanisme (PLU). Cette démolition a été dénoncée par certains habitants, qui y voient la disparition d'un monument emblématique de Saint-Cloud. Les travaux sont achevés en 2019.